# Jung (plaats)
Jung is een plaats in de gemeente Vara in het landschap Västergötland en de provincie Västra Götalands län in Zweden. De plaats heeft 411 inwoners (2005) en een oppervlakte van 105 hectare.
In dit plaatsje is ook de oude fabriek van het witgoedmerk Asko te vinden, echter heeft Gorenje, huidig eigenaar van Asko, in 2012 besloten om de productie van Asko te verplaatsen naar Slovenië.